# Wereldbeker schansspringen 2007/2008
De wereldbeker schansspringen (officieel: E.ON Ruhrgas FIS World Cup Ski Jumping presented by Viessmann) voor het seizoen 2007/2008 begon op 30 november 2007 in het Finse Kuusamo. De laatste wedstrijd was op 16 maart 2008 op de skivliegschans van Planica in Slovenië.
Thomas Morgenstern verzekerde zich al bij de wedstrijden in Willingen van de eindzege in de wereldbeker. Tweede werd zijn landgenoot Gregor Schlierenzauer en derde de Fin Janne Ahonen. Het Oostenrijkse team won de beker voor landenteams.

## Seizoensbeschrijving

### Voorseizoen
De Oostenrijker Thomas Morgenstern won de eerste zes wedstrijden van het seizoen. Hiermee verbeterde hij het record van de Fin Janne Ahonen uit het seizoen 2004/2005. Zijn indrukwekkende zegereeks kwam bij de tweede wedstrijd in Engelberg ten einde. De Zwitser Andreas Küttel en de Oostenrijker Gregor Schlierenzauer bleven hem voor. In de daaropvolgende wedstrijd, de eerste wedstrijd van het Vierschansentoernooi 2008 wist Morgenstern weer overtuigend te winnen. Sowieso etaleert het hele Oostenrijkse team zijn topvorm. In de tussenstand van de wereldbeker na acht wedstrijden staan drie Oostenrijkers op het podium.

### Vierschansentoernooi
Op voorhand ging iedereen uit van een Oostenrijkse overwinning in het Vierschansentoernooi in de persoon van Morgenstern, Schlierenzauer of Kofler. Kofler viel in de eerste wedstrijd en was daarmee uitgeschakeld voor de eindoverwinning, en de prestaties van zijn landgenoten waren te wisselvallig. Door de slechte weersomstandigheden werd de wedstrijd in Innsbruck geannuleerd en verschoven naar Bisschofshofen. Daar werden de laatste twee wedstrijden van het toernooi gesprongen. Die beide wedstrijden werden gewonnen door de geroutineerde Ahonen en het was dan ook uiteindelijk de Fin die het toernooi won. Het was zijn vijfde eindoverwinning en hiermee brak hij het record dat hij tot die tijd deelde met de legendarische Jens Weißflog.

### Middenseizoen
Het Noorse team pakte de draad na het Vierschansentoernooi het beste op. Tom Hilde won de eerste twee wedstrijden in Val di Fiemme en met hem stond telkens een landgenoot op het podium. De eerste wedstrijd werd in slechte weersomstandigheden gesprongen. De vele sneeuwval had bovendien de schans zelf veel stroever gemaakt dat dat gebruikelijk was. Bij de eerste sprong van de tweede ronde ging het meteen goed mis. De ervaren Noor Bjørn Einar Romøren, die bovendien met 239 meter wereldrecordhouder schansspringen is, verloor direct na de afsprong zijn ski en maakte een afgrijselijke val. Wonderbaarlijk genoeg liep alles goed af en verliet hij lopend het terrein. De wedstrijd werd meteen gestopt en de uitslag van de eerste ronde werd de einduitslag. De onberekenbare stroefheid van het aanloopspoor veroorzaakte mogelijk het losschieten van de ski. Een maand later won Romøren de wedstrijd in Willingen.
Het hele middenseizoen waren de Noren sterk. Zes van de elf wedstrijden werden gewonnen door drie verschillende springers en het team. Morgenstern sprong weliswaar ietsje minder, maar hij slaagde er toch in om drie wedstrijden te winnen. Vlak voor het begin van de WK skivliegen kon hij niet meer worden ingehaald in het wereldbekerklassement en dus was hij met nog zes wedstrijden te gaan al verzekerd van de beker.

### Wereldkampioenschap skivliegen
Het Wereldkampioenschap skivliegen kende weinig verrassingen. Het Oostenrijkse team, dat ook al ongenaakbaar was in de wereldbeker, eiste vrij eenvoudig de wereldbeker voor landen op. In een spannende strijd om het zilver was het uiteindelijk Finland dat Noorwegen net voor bleef.
De individuele wedstrijd werd pas in de laatste sprong beslist toen Schlierenzauer pas in de vierde en laatste sprong Martin Koch voorbij ging. Met slechts 18 jaar werd hij de jongste vliegkampioen ooit. Janne Ahonen werd derde.

### Naseizoen
Schlierenzauer kon zijn goede vorm van het WK behouden en hij schreef nog eens drie wedstrijden op zijn naam. Twee daarvan tijdens het Nordic Tournament, dat hij uiteindelijk ook op zijn naam schreef, net als de afsluitende skivliegwedstrijd in Planica. De prestaties van Morgenstern waren beduidend minder, hoogstwaarschijnlijk omdat hij de wereldbeker al op zak had. Ahonen en Janne Happonen hielden de Finse eer hoog door de eerste twee wedstrijden van het Nordic Tournament, in eigen huis, te winnen. Noorwegen wist de afsluitende teamwedstrijd in Planica te winnen.

## Uitslagen en standen

### Kalender
| Datum | Plaats                          | Schans                          | Opmerking                       | Eerste                                                                | Tweede                                                                          | Derde                                                                          |
| --- | ------------------------------- | ------------------------------- | ------------------------------- | --------------------------------------------------------------------- | ------------------------------------------------------------------------------- | ------------------------------------------------------------------------------ |
| 30.11.2007 | Kuusamo                         | HS142                           | Avond                           | Noorwegen Bjørn Einar Romøren Tom Hilde Anders Bardal Roar Ljøkelsøy  | Oostenrijk Wolfgang Loitzl Martin Koch Gregor Schlierenzauer Thomas Morgenstern | Finland Matti Hautamäki Harri Olli Arttu Lappi Janne Ahonen                    |
| 01.12.2007 | Kuusamo                         | HS142                           | Avond                           | Thomas Morgenstern                                                    | Bjørn Einar Romøren                                                             | Tom Hilde                                                                      |
| 08.12.2007 | Trondheim                       | HS131                           | Avond                           | Thomas Morgenstern                                                    | Gregor Schlierenzauer                                                           | Tom Hilde                                                                      |
| 09.12.2007 | Trondheim                       | HS131                           |                                 | Thomas Morgenstern                                                    | Andreas Kofler                                                                  | Wolfgang Loitzl                                                                |
| 13.12.2007 | Villach                         | HS98                            |                                 | Thomas Morgenstern                                                    | Janne Ahonen                                                                    | Gregor Schlierenzauer                                                          |
| 14.12.2007 | Villach                         | HS98                            | Avond                           | Thomas Morgenstern                                                    | Gregor Schlierenzauer                                                           | Janne Ahonen                                                                   |
| 16.12.2007 | Kranj                           | HS109                           |                                 |                                                                       |                                                                                 |                                                                                |
| 22.12.2007 | Engelberg                       | HS137                           |                                 | Thomas Morgenstern                                                    | Andreas Kofler                                                                  | Tom Hilde                                                                      |
| 23.12.2007 | Engelberg                       | HS137                           |                                 | Andreas Küttel                                                        | Gregor Schlierenzauer                                                           | Thomas Morgenstern                                                             |
| Vierschansentoernooi 2008 |                                 |                                 |                                 |                                                                       |                                                                                 |                                                                                |
| 30.12.2007 | Oberstdorf                      | HS137                           | Avond                           | Thomas Morgenstern                                                    | Gregor Schlierenzauer                                                           | Janne Ahonen                                                                   |
| 01.01.2008 | Garmisch-Partenkirchen          | HS140                           |                                 | Gregor Schlierenzauer                                                 | Janne Ahonen                                                                    | Michael Neumayer                                                               |
| 04.01.2008 | Innsbruck                       | HS130                           |                                 |                                                                       |                                                                                 |                                                                                |
| 05.01.2008 | Bischofshofen                   | HS140                           |                                 | Janne Ahonen                                                          | Thomas Morgenstern                                                              | Simon Ammann                                                                   |
| 06.01.2008 | Bischofshofen                   | HS140                           | Avond                           | Janne Ahonen                                                          | Anders Bardal                                                                   | Thomas Morgenstern                                                             |
| Eindstand vierschansentoernooi: | Eindstand vierschansentoernooi: | Eindstand vierschansentoernooi: | Eindstand vierschansentoernooi: | Janne Ahonen                                                          | Thomas Morgenstern                                                              | Michael Neumayer                                                               |
| 12.01.2008 | Val di Fiemme                   | HS134                           | Avond                           | Tom Hilde                                                             | Sigurd Pettersen                                                                | Wolfgang Loitzl                                                                |
| 13.01.2008 | Val di Fiemme                   | HS134                           |                                 | Tom Hilde                                                             | Thomas Morgenstern                                                              | Anders Jacobsen                                                                |
| 19.01.2008 | Harrachov                       | HS205                           | Skivliegen                      |                                                                       |                                                                                 |                                                                                |
| 20.01.2008 | Harrachov                       | HS205                           | Skivliegen                      | Janne Ahonen                                                          | Tom Hilde                                                                       | Anders Jacobsen                                                                |
| 25.01.2008 | Zakopane                        | HS134                           | Avond                           | Gregor Schlierenzauer                                                 | Anders Jacobsen                                                                 | Thomas Morgenstern                                                             |
| 26.01.2008 27.01.2008 | Zakopane                        | HS134                           | Avond                           | Anders Bardal                                                         | Thomas Morgenstern                                                              | Simon Ammann                                                                   |
| 02.02.2008 | Sapporo                         | HS134                           | Avond                           | Thomas Morgenstern                                                    | Janne Happonen                                                                  | Martin Koch                                                                    |
| 03.02.2008 | Sapporo                         | HS134                           |                                 | Thomas Morgenstern                                                    | Janne Happonen                                                                  | Anders Bardal                                                                  |
| 08.02.2008 | Liberec                         | HS134                           | Avond                           | Thomas Morgenstern                                                    | Gregor Schlierenzauer                                                           | Andreas Küttel                                                                 |
| 09.02.2008 | Liberec                         | HS134                           | Avond                           | Anders Jacobsen                                                       | Gregor Schlierenzauer                                                           | Martin Koch                                                                    |
| 16.02.2008 | Willingen                       | HS145                           | Team                            | Noorwegen Bjørn Einar Romøren Anders Bardal Tom Hilde Anders Jacobsen | Finland Janne Happonen Harri Olli Matti Hautamäki Janne Ahonen                  | Oostenrijk Andreas Kofler Martin Koch Gregor Schlierenzauer Thomas Morgenstern |
| 17.02.2008 | Willingen                       | HS145                           |                                 | Bjørn Einar Romøren                                                   | Jernej Damjan                                                                   | Anders Bardal                                                                  |
| 22 tot en met 24 februari: Wereldkampioenschap skivliegen in Oberstdorf Duitsland De resultaten tellen niet mee voor de wereldbeker |                                 |                                 |                                 |                                                                       |                                                                                 |                                                                                |
| 01.03.2008 | Lahti                           | HS130                           | Team Avond                      |                                                                       |                                                                                 |                                                                                |
| Nordic Tournament 2008: |                                 |                                 |                                 |                                                                       |                                                                                 |                                                                                |
| 02.03.2008 | Lahti                           | HS130                           |                                 |                                                                       |                                                                                 |                                                                                |
| 03.03.2008 | Kuopio                          | HS127                           | Avond                           | Janne Happonen                                                        | Gregor Schlierenzauer                                                           | Anders Bardal                                                                  |
| 04.03.2008 | Kuopio                          | HS127                           | Avond                           | Janne Ahonen                                                          | Anders Bardal                                                                   | Tom Hilde                                                                      |
| 07.03.2008 | Lillehammer                     | HS134                           | Avond                           | Gregor Schlierenzauer                                                 | Andreas Küttel                                                                  | Janne Happonen                                                                 |
| 09.03.2008 | Oslo                            | HS128                           |                                 | Gregor Schlierenzauer                                                 | Tom Hilde                                                                       | Bjørn Einar Romøren                                                            |
| Nordic Tournament - Eindstand: | Nordic Tournament - Eindstand:  | Nordic Tournament - Eindstand:  | Nordic Tournament - Eindstand:  | Gregor Schlierenzauer                                                 | Tom Hilde                                                                       | Janne Happonen                                                                 |
| 15.03.2008 | Planica                         | HS215                           | Skivliegen team                 | Noorwegen Tom Hilde Anders Jacobsen Anders Bardal Bjørn Einar Romøren | Finland Janne Happonen Matti Hautamäki Jussi Hautamäki Janne Ahonen             | Oostenrijk Martin Koch Thomas Morgenstern Andreas Kofler Gregor Schlierenzauer |
| 16.03.2008 | Planica                         | HS215                           | Skivliegen                      | Gregor Schlierenzauer                                                 | Martin Koch                                                                     | Janne Happonen                                                                 |

### Eindstanden
| Wereldbeker algemeen | Wereldbeker algemeen  | Wereldbeker algemeen | Wereldbeker algemeen |
| #                    | Atleet                | Land                 | Punten               |
| -------------------- | --------------------- | -------------------- | -------------------- |
| 1                    | Thomas Morgenstern    | AUT                  | 1794                 |
| 2                    | Gregor Schlierenzauer | AUT                  | 1561                 |
| 3                    | Janne Ahonen          | FIN                  | 1291                 |
| 4                    | Tom Hilde             | NOR                  | 1228                 |
| 5                    | Anders Bardal         | NOR                  | 942                  |
| 6                    | Anders Jacobsen       | NOR                  | 827                  |
| 7                    | Andreas Küttel        | SUI                  | 778                  |
| 8                    | Janne Happonen        | FIN                  | 755                  |
| 9                    | Simon Ammann          | SUI                  | 728                  |
| 10                   | Wolfgang Loitzl       | AUT                  | 715                  |
| 11                   | Bjørn Einar Romøren   | NOR                  | 690                  |
| 12                   | Adam Małysz           | POL                  | 632                  |
| 13                   | Andreas Kofler        | AUT                  | 627                  |
| 14                   | Martin Koch           | AUT                  | 569                  |
| 15                   | Jernej Damjan         | SLO                  | 522                  |

| Landenklassement | Landenklassement | Landenklassement |
| #                | Land             | Punten           |
| ---------------- | ---------------- | ---------------- |
| 1                | Oostenrijk       | 6734             |
| 2                | Noorwegen        | 5302             |
| 3                | Finland          | 3627             |
| 4                | Zwitserland      | 1752             |
| 5                | Duitsland        | 1688             |
| 6                | Slovenië         | 1519             |
| 7                | Rusland          | 1001             |
| 8                | Japan            | 888              |
| 9                | Tsjechië         | 820              |
| 10               | Polen            | 804              |
| 11               | Frankrijk        | 541              |
| 12               | Italië           | 91               |
| 13               | Kazachstan       | 54               |
| 14               | Zweden           | 9                |
| 15               | Zuid-Korea       | 6                |